# Laguna de la Nava
La Laguna de la Nava, también conocida como laguna de Nava del Barco, es una laguna de origen glaciar situada en la parte alta de la garganta del mismo nombre, en el sector occidental de la Sierra de Gredos; se sitúa en el término municipal de Nava del Barco, en la provincia de Ávila (Castilla y León, España). La laguna está ubicada a una altitud de unos 1950 m s. n. m. en el fondo de un circo glaciar conocido como el Corral del Diablo. Presidiendo este circo glaciar se encuentra el Alto del Corral del Diablo, con 2366 m s. n. m.

## Acceso
El sendero PR-AV 39 (marcas blancas y amarillas) recorre 9,6 kilómetros del curso alto de la garganta desde Nava del Barco hasta la laguna avanzando paralelo al cauce.